# فخرآباد (قوچان)
فخرآباد، روستایی است از توابع بخش مرکزی شهرستان قوچان در استان خراسان رضوی ایران.
مردم این روستا به زبانهای ترکی خراسانی و کردی کرمانجی سخن میگویند.

## جمعیت
این روستا در دهستان شیرین دره قرار داشته و براساس سرشماری سال ۱۳۸۵ جمعیت آن ۵۴۷ نفر (۱۴۶ خانوار) بوده است که بر اساس سرشماری سال ۹۵، جمعیت این روستا به ۴۸۳ نفر کاهش یافته است.